# 永安行
永安行（永安行科技股份有限公司，英语：Youon；上交所：603776），是一家共享生活科技服务供应商，总部位于中国江苏省常州市，主要提供公共自行车等服务。服务范围涵盖中国境内外300多个城市和地区。

## 历史
2010年8月成立，同年承接浙江台州、苏州、上海市松江区公共自行车系统项目并投入运营；
2017年在上海证券交易所上市；
截止2021年，服务范围涵盖300多个城市和地区，在中国境内外的北京、重庆、广东、香港、俄罗斯、印度、马来西亚等地均有服务提供。

## 图册
- 苏州公共自行车
- 苏州公共自行车